# Список бригветврачей РККА и НКВД СССР (1935—1943)
Список начальствующего военно-ветеринарного состава Рабоче-Крестьянской Красной Армии и войск НКВД содержит фамилии получивших звания бригветврач, дивветврач, корветврач в период с 1935 по 1943 год и присвоенные им после 1943 года звания полковник ветеринарной службы, генерал-майор ветеринарной службы и генерал-лейтенант ветеринарной службы.
| Список начальствующего военно-ветеринарного состава РККА и НКВД СССР 1935—1943 | Список начальствующего военно-ветеринарного состава РККА и НКВД СССР 1935—1943 | Список начальствующего военно-ветеринарного состава РККА и НКВД СССР 1935—1943 | Список начальствующего военно-ветеринарного состава РККА и НКВД СССР 1935—1943 | Список начальствующего военно-ветеринарного состава РККА и НКВД СССР 1935—1943 | Список начальствующего военно-ветеринарного состава РККА и НКВД СССР 1935—1943 | Список начальствующего военно-ветеринарного состава РККА и НКВД СССР 1935—1943 |
| Фамилия имя отчество (годы жизни)                                              | Бригветврач                                                                    | Дивветврач                                                                     | Корветврач                                                                     | Полковник ветслужбы                                                            | Генерал-майор ветслужбы                                                        | Генерал-лейтенант ветслужбы                                                    |
| ------------------------------------------------------------------------------ | ------------------------------------------------------------------------------ | ------------------------------------------------------------------------------ | ------------------------------------------------------------------------------ | ------------------------------------------------------------------------------ | ------------------------------------------------------------------------------ | ------------------------------------------------------------------------------ |
| Алитовский Алексей Алексеевич (1895—1960)                                      | 2 апреля 1940                                                                  | —                                                                              | —                                                                              | —                                                                              | —                                                                              | —                                                                              |
| Артюшков Федор Михайлович (1897—1952)                                          | 10 октября 1940                                                                | —                                                                              | —                                                                              | 1943                                                                           | —                                                                              | —                                                                              |
| Байтин Леопольд Абрамович (1883—1949)                                          | 30 декабря 1935                                                                | —                                                                              | —                                                                              | —                                                                              | 1 февраля 1943                                                                 | —                                                                              |
| Бакуменко Тимофей Данилович (род. 1902)                                        |                                                                                | —                                                                              | —                                                                              | 1943                                                                           | —                                                                              | —                                                                              |
| Барковский Кузьма Илларионович (1895—1967)                                     | 31 октября 1938                                                                | —                                                                              | —                                                                              | —                                                                              | —                                                                              | —                                                                              |
| Благодетелев Василий Иванович (род. 1880)                                      |                                                                                | —                                                                              | —                                                                              | —                                                                              | —                                                                              | —                                                                              |
| Борисоглебский Анатолий Сергеевич (1895—1977)                                  |                                                                                | —                                                                              | —                                                                              | 1943                                                                           | —                                                                              | —                                                                              |
| Боровков Сергей Алексеевич (род. 1892)                                         |                                                                                | —                                                                              | —                                                                              | 1943                                                                           | —                                                                              | —                                                                              |
| Бунин Георгий Иосифович (1895—1972)                                            |                                                                                | —                                                                              | —                                                                              | 1943                                                                           | —                                                                              | —                                                                              |
| Бусыгин Константин Григорьевич (1898—1981)                                     | 25 марта 1942                                                                  | —                                                                              | —                                                                              | 1943                                                                           | —                                                                              | —                                                                              |
| Вайнер Марк Вениаминович (1888—1980)                                           | 2 апреля 1940                                                                  | —                                                                              | —                                                                              | 1943                                                                           | —                                                                              | —                                                                              |
| Васильев Александр Александрович                                               |                                                                                | —                                                                              | —                                                                              | —                                                                              | —                                                                              | —                                                                              |
| Веллер Александр Абрамович (1897—1974)                                         |                                                                                | —                                                                              | —                                                                              | 1943                                                                           | —                                                                              | —                                                                              |
| Власов Николай Михайлович (1891—1954)                                          | —                                                                              | 23 ноября 1935                                                                 | 25 марта 1942                                                                  | —                                                                              | —                                                                              | 1 февраля 1943                                                                 |
| Галушко Петр Григорьевич (1904—1989)                                           |                                                                                | —                                                                              | —                                                                              | 1943                                                                           | 2 ноября 1944                                                                  | —                                                                              |
| Ганнушкин Матвей Соломонович (1893—1969)                                       | 30 декабря 1935                                                                | —                                                                              | —                                                                              | —                                                                              | 1 сентября 1943                                                                | —                                                                              |
| Гиммельфарб Генрих Абрамович (1893—1966)                                       | 10 октября 1940                                                                | —                                                                              | —                                                                              | 1943                                                                           | —                                                                              | —                                                                              |
| Гоберман Лев Соломонович (1892—1959)                                           | 15 апреля 1936                                                                 | —                                                                              | —                                                                              | —                                                                              | 21 апреля 1943                                                                 | —                                                                              |
| Говоров Николай Михайлович (1898—1941)                                         | 1 февраля 1940                                                                 | —                                                                              | —                                                                              | —                                                                              | —                                                                              | —                                                                              |
| Горланов Иван Андреевич (1891—1968)                                            | 10 октября 1940                                                                | —                                                                              | —                                                                              | 1943                                                                           | —                                                                              | —                                                                              |
| Гран Яков Львович (1893—1971)                                                  | 10 октября 1940                                                                | —                                                                              | —                                                                              | 1943                                                                           | —                                                                              | —                                                                              |
| Друганов Виктор Алексеевич (1890—1963)                                         | 10 октября 1940                                                                | —                                                                              | —                                                                              | 1943                                                                           | —                                                                              | —                                                                              |
| Дымарский Леонид Абрамович (род. 1895)                                         | 8 июня 1936                                                                    | —                                                                              | —                                                                              | 9 марта 1943                                                                   | —                                                                              | —                                                                              |
| Жильцов Дмитрий Васильевич (род. 1893)                                         |                                                                                | —                                                                              | —                                                                              | 1943                                                                           | —                                                                              | —                                                                              |
| Зенькович Ефим Матвеевич (1902—1990)                                           |                                                                                | —                                                                              | —                                                                              | 1943                                                                           | 11 июля 1945                                                                   | —                                                                              |
| Златоустов Петр Алексеевич (1893—1964)                                         |                                                                                | —                                                                              | —                                                                              | 1943                                                                           | —                                                                              | —                                                                              |
| Зобов Павел Дмитриевич (1888—1962)                                             | 10 октября 1940                                                                | —                                                                              | —                                                                              | 1943                                                                           | —                                                                              | —                                                                              |
| Иакобсен Валентин Людвигович (1877—1957)                                       | 10 октября 1940                                                                | —                                                                              | —                                                                              | 1943                                                                           | —                                                                              | —                                                                              |
| Израилевич Израиль Евелевич (1894—1985)                                        | 29 марта 1938                                                                  | —                                                                              | —                                                                              | 9 марта 1943                                                                   | —                                                                              | —                                                                              |
| Казанский Дмитрий Иванович (1891—1967)                                         |                                                                                | —                                                                              | —                                                                              | 1943                                                                           | 17 января 1944                                                                 | —                                                                              |
| Капустин Василий Федосеевич (1882—1970)                                        | —                                                                              | 23 декабря 1935                                                                | —                                                                              | —                                                                              | 31 марта 1943                                                                  | —                                                                              |
| Кастальский Алексей Васильевич (1891—1949)                                     | 10 октября 1940                                                                | —                                                                              | —                                                                              | 1943                                                                           | —                                                                              | —                                                                              |
| Китаев Григорий Михайлович (1901—1953)                                         |                                                                                | —                                                                              | —                                                                              | 1943                                                                           | —                                                                              | —                                                                              |
| Ковалёв Пётр Александрович (1899—1986)                                         |                                                                                | —                                                                              | —                                                                              | —                                                                              | 28 апреля 1943                                                                 | —                                                                              |
| Коляков Яков Ефимович (1895—1990)                                              | 30 декабря 1935                                                                | —                                                                              | —                                                                              | —                                                                              | 28 апреля 1943                                                                 | —                                                                              |
| Кононок Александр Иванович (1893—1981)                                         |                                                                                | —                                                                              | —                                                                              | 1943                                                                           | —                                                                              | —                                                                              |
| Корниенко Александр Петрович (1905—1962)                                       | 10 июля 1942                                                                   | —                                                                              | —                                                                              | 14 апреля 1943                                                                 | 22 февраля 1944                                                                | —                                                                              |
| Крайзельман Моисей Абрамович (род. 1887)                                       | 3 мая 1940                                                                     | —                                                                              | —                                                                              | 09 марта 1943                                                                  | —                                                                              | —                                                                              |
| Кривобоков Николай Денисович (1890—1952)                                       | 02 апреля 1940                                                                 | —                                                                              | —                                                                              | 1943                                                                           | —                                                                              | —                                                                              |
| Крюков Пётр Иванович (1893—1967)                                               | ?                                                                              | —                                                                              | ?                                                                              | 1943                                                                           | —                                                                              | —                                                                              |
| Круглов Александр Иванович (род. 1901)                                         |                                                                                | —                                                                              | —                                                                              | 1943                                                                           | —                                                                              | —                                                                              |
| Кузнецов Ефим Иванович (1901—1977)                                             |                                                                                | —                                                                              | —                                                                              | —                                                                              | 28 апреля 1943                                                                 | —                                                                              |
| Лапидус Самуил Соломонович (1891—1968)                                         | 20 февраля 1938 (22 февраля 1938)                                              | —                                                                              | —                                                                              | Подполковник ветслужбы в 1943                                                  | —                                                                              | —                                                                              |
| Лекарев Василий Михайлович (1902—1955)                                         | 22 февраля 1938                                                                | 4 ноября 1939                                                                  | 25 марта 1942                                                                  | —                                                                              | —                                                                              | 1 февраля 1943                                                                 |
| Лихницкий Аркадий Тихонович (1892—1977)                                        | 13 ноября 1939                                                                 | —                                                                              | —                                                                              | 9 марта 1943                                                                   | —                                                                              | —                                                                              |
| Лактионов Андриан Митрофанович (1905—1991)                                     | 16 августа 1938                                                                | —                                                                              | —                                                                              | 15 апреля 1943                                                                 | 2 ноября 1944                                                                  | —                                                                              |
| Львовский Дмитрий Авимович (1889—1938)                                         | 28 декабря 1935                                                                | —                                                                              | —                                                                              | —                                                                              | —                                                                              | —                                                                              |
| Любецкий Александр Григорьевич (1889—1962)                                     | 17 февраля 1936                                                                | —                                                                              | —                                                                              | 1943                                                                           | —                                                                              | —                                                                              |
| Лянда Юлий Авраамович (1892—1960)                                              | 28 декабря 1935                                                                | 15 февраля 1941                                                                | 14 мая 1942                                                                    | —                                                                              | 31 марта 1943                                                                  | 2 ноября 1944                                                                  |
| Ляпустин Василий Мефодьевич (1891—1941)                                        | 2 апреля 1940                                                                  | —                                                                              | —                                                                              | —                                                                              | —                                                                              | —                                                                              |
| Малицкий Сергей Александрович (1889—1964)                                      | 27 августа 1937                                                                | —                                                                              | —                                                                              | 1943                                                                           | —                                                                              | —                                                                              |
| Миролюбов Алексей Александрович (1894—1943)                                    | 20 июля 1942                                                                   | —                                                                              | —                                                                              | —                                                                              | —                                                                              | —                                                                              |
| Муравьев Алексей Вячеславович (1891—1970)                                      | 2 апреля 1940                                                                  | —                                                                              | —                                                                              | 1943                                                                           | —                                                                              | —                                                                              |
| Муранов Константин Павлович (1894—1961)                                        |                                                                                | —                                                                              | —                                                                              | 1943                                                                           | —                                                                              | —                                                                              |
| Невзоров Александр Павлович (1891—1966)                                        | 10 октября 1940                                                                | —                                                                              | —                                                                              | 1943                                                                           | —                                                                              | —                                                                              |
| Новиков Иван Васильевич (1904—1961)                                            |                                                                                | —                                                                              | —                                                                              | 1943                                                                           | 2 ноября 1944                                                                  | —                                                                              |
| Никольский Николай Михайлович (1883—1970)                                      | —                                                                              | —                                                                              | 20 ноября 1935                                                                 | —                                                                              | —                                                                              | —                                                                              |
| Нуромский Алексей Константинович (1891—1937)                                   | 28 декабря 1935                                                                | —                                                                              | —                                                                              | —                                                                              | —                                                                              | —                                                                              |
| Осмачкин Сергей Павлович (род. 1894)                                           |                                                                                | —                                                                              | —                                                                              | 1943                                                                           | —                                                                              | —                                                                              |
| Осташевский Петр Владимирович (1891—1978)                                      | 28 декабря 1935                                                                | —                                                                              | —                                                                              | 1943                                                                           | —                                                                              | —                                                                              |
| Островский Антон Антонович (1893—1981)                                         | ?                                                                              | ?                                                                              | —                                                                              | —                                                                              | 21 апреля 1943                                                                 | —                                                                              |
| Паршиков Николай Петрович (род. 1895)                                          |                                                                                | —                                                                              | —                                                                              | 1943                                                                           | —                                                                              | —                                                                              |
| Пенионжко Александр Михайлович (1907—1984)                                     | 17 октября 1942                                                                | —                                                                              | —                                                                              | —                                                                              | 28 апреля 1943                                                                 | 9 мая 1961                                                                     |
| Персиц Михаил Исаакович (1888—1951)                                            | 10 октября 1940                                                                | —                                                                              | —                                                                              | 1943                                                                           | —                                                                              | —                                                                              |
| Петуховский Абрам Аронович (1895—1977)                                         | —                                                                              | 26 ноября 1935                                                                 | —                                                                              | —                                                                              | 1 февраля 1943                                                                 | —                                                                              |
| Пипус Александр Абрамович (род. 1896)                                          |                                                                                | —                                                                              | —                                                                              | 1943                                                                           | —                                                                              | —                                                                              |
| Покровский Михаил Михайлович (1892—1983)                                       | 10 октября 1940                                                                | —                                                                              | —                                                                              | 1943                                                                           | —                                                                              | —                                                                              |
| Ребров Иван Иванович (1903—1988)                                               |                                                                                | —                                                                              | —                                                                              | —                                                                              | 21 апреля 1943                                                                 | —                                                                              |
| Редлих Александр Эрнестович (1882—1939)                                        | 23 декабря 1935                                                                | —                                                                              | —                                                                              | —                                                                              | —                                                                              | —                                                                              |
| Сазонов Василий Николаевич (1894—1977)                                         | 10 октября 1940                                                                | —                                                                              | —                                                                              | 1943                                                                           | —                                                                              | —                                                                              |
| Светлов Петр Иванович (1894—1968)                                              | 10 октября 1940                                                                |                                                                                | —                                                                              | —                                                                              | 21 апреля 1943                                                                 | —                                                                              |
| Серебренников Владимир Степанович (1889—1939)                                  | 28 декабря 1935                                                                | —                                                                              | —                                                                              | —                                                                              | —                                                                              | —                                                                              |
| Сощественский Николай Александрович (1876—1941)                                | 25 марта 1936                                                                  | —                                                                              | —                                                                              | —                                                                              | —                                                                              | —                                                                              |
| Степанич Нестор Иванович (1898—1950)                                           |                                                                                | —                                                                              | —                                                                              | 1943                                                                           | —                                                                              | —                                                                              |
| Титов Николай Иванович (1888—1944)                                             | 10 октября 1940                                                                | 17 октября 1942                                                                | —                                                                              | —                                                                              | 21 апреля 1943                                                                 | —                                                                              |
| Трубицин Николай Иванович (род. 1897)                                          | —                                                                              |                                                                                | —                                                                              | 1943                                                                           | —                                                                              | —                                                                              |
| Черепанов Николай Семенович (1896—1942)                                        |                                                                                | —                                                                              | —                                                                              | —                                                                              | —                                                                              | —                                                                              |
| Чикачев Игнатий Семенович (1889—1973)                                          |                                                                                | —                                                                              | —                                                                              | 1943                                                                           | 11 июля 1945                                                                   | —                                                                              |
| Цветков Николай Евгеньевич (1886—1952)                                         | 30 декабря 1935                                                                | —                                                                              | —                                                                              | —                                                                              | —                                                                              | —                                                                              |
| Шпайер Николай Маркович (1892—1964)                                            | 30 декабря 1935                                                                | 22 февраля 1938                                                                | —                                                                              | —                                                                              | 21 апреля 1943                                                                 | 11 июля 1945                                                                   |
| Шпиллер Абрам Ефремович (1890—1972)                                            | 26 апреля 1940                                                                 | —                                                                              | —                                                                              | —                                                                              | 31 марта 1943                                                                  | —                                                                              |
| Шур Иосиф Васильевич (1893—1979)                                               | 30 декабря 1935                                                                | —                                                                              | —                                                                              | —                                                                              | 1 сентября 1943                                                                | —                                                                              |
| Шустовский Федор Александрович (1897—1983)                                     |                                                                                | —                                                                              | —                                                                              | 1943                                                                           | —                                                                              | —                                                                              |
| Эльбом Яков Наумович (1892—1937)                                               | 28 декабря 1935                                                                | —                                                                              | —                                                                              | —                                                                              | —                                                                              | —                                                                              |
| Юшин Дмитрий Николаевич (1904—1982)                                            |                                                                                | —                                                                              | —                                                                              | 1943                                                                           | —                                                                              | —                                                                              |
| Яблонский Аркадий Ксенофонтович (1894—1953)                                    | 28 декабря 1935                                                                | —                                                                              | —                                                                              | —                                                                              | 21 апреля 1943                                                                 | —                                                                              |